# Álomháború
Az Álomháború (eredeti cím: Sucker Punch) 2011-ben bemutatott amerikai fantasy akciófilm, melynek rendezője Zack Snyder, forgatókönyvírói Snyder és Steve Shibuya. A főbb szerepeket Emily Browning, Abbie Cornish, Jena Malone, Vanessa Hudgens, Jamie Chung és Carla Gugino alakítja.
Az Amerikai Egyesült Államokban 2013. március 25-én mutatták be sima és IMAX változatban. Magyarországon egy nappal hamarabb szinkronizálva, március 24-én jelent meg az InterCom Zrt. forgalmazásában.
A film bevételi és kritikai szempontból is bukásnak bizonyult.

## Cselekmény
Babydolltól meg akar szabadulni a mostohaapja, ezért bezáratja őt egy elmegyógyintézetbe, ahol a legkegyetlenebb gyógymód a lobotómia, amelytől teljesen elvesztené az ép eszét és az önállóságát. A lány szerencsére barátokat talál magának, négy lány, Sweet Pea, Rocket, Blondie és Amber személyében. Így öten a nyomasztó valóság elől az álmok világába menekülnek és együtt tervelik ki a szökést a börtönből. Ám a hihetetlen valóság elől van egy másik útvonal is: a fantázia.
Így az öt lány a középkori Japánban, világháborús lövészárokban, sárkányok és más elképzelhetetlen, valótlan szörnyek, illetve gonosztevők ellen harcol életre-halálra, miközben a valóság és a képzelet világa egyre jobban összemosódik.

## Szereplők
| Szerep              | Színész         | Magyar hang        |
| ------------------- | --------------- | ------------------ |
| Babydoll            | Emily Browning  | Csifó Dorina       |
| Sweet Pea           | Abbie Cornish   | Györfi Anna        |
| Rocket              | Jena Malone     | Csuha Borbála      |
| Blondie             | Vanessa Hudgens | Bogdányi Titanilla |
| Amber               | Jamie Chung     | Tamási Nikolett    |
| Madame Vera Gorski  | Carla Gugino    | Bertalan Ágnes     |
| Blue Jones          | Oscar Isaac     | Fenyő Iván         |
| Doktor / Pénzeszsák | Jon Hamm        | Rajkai Zoltán      |
| A bölcs             | Scott Glenn     | Rosta Sándor       |
| Keresztapa / Pap    | Gerard Plunkett | Forgács Gábor      |